# Under Satanæ
Under Satanæ – ósma studyjna płyta portugalskiej grupy muzycznej Moonspell. Płyta powstała z utworów z mini-albumów oraz dem zespołu.

## Lista utworów
1. "Halla alle halla al rabka halla (Praeludium/Incantatum Solistitium)" 2:18
2. "Tenebrarum Oratorium (Andamento I/Erudit Compendyum" 6:23
3. "Interludium/Incantatum Oequinoctum" 1:33
4. "Tenebrarum Oratorium (Andamento II/Erotic Compendyum)" 6:15
5. "Opus Diabolicum (Andamento III/Instrumental Compendyum)" 5:08
6. "Chorai Lusitânia! (Epilogus/Incantatam Maresia)" 1:50
7. "Goat on Fire" 6:34
8. "Ancient Winter Goddness" 6:08
9. "Wolves from the Fog" 7:03
10. "Serpent Angel" 7:13

## Pozycje na listach
| Lista  | Kraj       | Pozycja |
| ------ | ---------- | ------- |
| Top 30 | Portugalia | 12      |